# لنکا ولاساکووا
لنکا ولاساکووا (چکی: Lenka Vlasáková؛ زادهٔ ۲۷ آوریل ۱۹۷۲) هنرپیشه اهل جمهوری چک است.
از فیلم‌ها یا مجموعه‌های تلویزیونی که وی در آن‌ها نقش داشته‌است می‌توان به ما هیچگاه تنها نیستیم و پوسینکی اشاره نمود.